# Lutte contre les incendies dans le canton de Genève
 (octobre 2023).
Si vous disposez d'ouvrages ou d'articles de référence ou si vous connaissez des sites web de qualité traitant du thème abordé ici, merci de compléter l'article en donnant les références utiles à sa vérifiabilité et en les liant à la section « Notes et références ».
 (octobre 2023).
 (octobre 2023).
La mise en forme du texte ne suit pas les recommandations de Wikipédia : il faut le « wikifier ».
Les points d'amélioration suivants sont les cas les plus fréquents. Le détail des points à revoir est peut-être précisé sur la page de discussion.
- Les titres sont pré-formatés par le logiciel. Ils ne sont ni en capitales, ni en gras.
- Le texte ne doit pas être écrit en capitales (les noms de famille non plus), ni en gras, ni en italique, ni en « petit »…
- Le gras n'est utilisé que pour surligner le titre de l'article dans l'introduction, une seule fois.
- L'italique est rarement utilisé : mots en langue étrangère, titres d'œuvres, noms de bateaux, etc.
- Les citations ne sont pas en italique mais en corps de texte normal. Elles sont entourées par des guillemets français : « et ».
- Les listes à puces sont à éviter, des paragraphes rédigés étant largement préférés. Les tableaux sont à réserver à la présentation de données structurées (résultats, etc.).
- Les appels de note de bas de page (petits chiffres en exposant, introduits par l'outil «  Source ») sont à placer entre la fin de phrase et le point final[comme ça].
- Les liens internes (vers d'autres articles de Wikipédia) sont à choisir avec parcimonie. Créez des liens vers des articles approfondissant le sujet. Les termes génériques sans rapport avec le sujet sont à éviter, ainsi que les répétitions de liens vers un même terme.
- Les liens externes sont à placer uniquement dans une section « Liens externes », à la fin de l'article. Ces liens sont à choisir avec parcimonie suivant les règles définies. Si un lien sert de source à l'article, son insertion dans le texte est à faire par les notes de bas de page.
- La présentation des références doit suivre les conventions bibliographiques. Il est recommandé d'utiliser les modèles {{Ouvrage}}, {{Chapitre}}, {{Article}}, {{Lien web}} et/ou {{Bibliographie}}. Le mode d'édition visuel peut mettre en forme automatiquement les références.
- Insérer une infobox (cadre d'informations à droite) n'est pas obligatoire pour parachever la mise en page.

Pour une aide détaillée, merci de consulter Aide:Wikification.
Si vous pensez que ces points ont été résolus, vous pouvez retirer ce bandeau et améliorer la mise en forme d'un autre article.
La lutte contre les incendies dans le canton de Genève désigne l'ensemble des mesures prises par les autorités pour lutter contre les incendies sur le territoire du canton de Genève (Suisse). Constitué de 4 services principaux, les missions sont confiés à la fois à des autorités cantonales et communales.
Le service d'incendie et de secours de la ville de Genève (SIS) est l'un des deux corps de sapeurs-pompiers professionnels. Il est géré par la ville de Genève.

## Histoire

### Incendies durant l'Antiquité et le Moyen Âge
Genève, comme bien d'autres villes d'Europe, a longtemps subi le feu avant de le combattre vraiment.
Il demeure difficile de trouver trace d'un ou plusieurs incendies durant l'antiquité. On sait toutefois, avec plus ou moins de certitude, que le plus ancien incendie connu se situerait entre le IIe et le IIIe siècle, à l'époque de la domination romaine. On dit que Genève — alors sous le règne de Marc Aurèle ou de l'empereur Aurélien selon les versions — aurait été complètement détruite.
Après cette époque, il faut faire un grand saut vers l'année 1291 pour retrouver des traces écrites d'un incendie, car, ironie du sort, de nombreuses archives ont péri dans divers sinistres. Aussi, le 16 août de cette année-là — également jour de l'Assomption, dans une Genève qui n'avait pas encore connu le protestantisme, Amédée II ainsi que ses alliés firent mettre le feu aux faubourgs de la ville. Même si les textes semblent contradictoires quant à la responsabilité réelle du sinistre, Genève fut très endommagée. Après cela, il convient de citer quelques incendies importants :
- En 1321 — d'où l'on retrouve la première mention détaillée d'un sinistre — le feu gagna plusieurs rues, et l'on pense que la rue de la Rôtisserie tient son nom de cet événement.
- Le 4 septembre 1334 eut lieu le plus grand incendie de la Genève du Moyen Âge. Deux tiers de la ville furent alors détruits, et 480 personnes (estimations non vérifiable faute de notes claires) périrent dans une cité qui comptait alors 4 000 habitants. Une légende dit que les villages des Geneveys-sur-Coffrane et des Hauts-Geneveys (canton de Neuchâtel) furent fondés par des Genevois traumatisés par l'événement et désireux de quitter leur patrie.
- Dans la nuit du 21 avril 1430 la cathédrale Saint-Pierre fut presque entièrement détruite à la suite d'un incendie qui s'était déclaré quelques rues plus loin.

### Débuts de la prévention au Moyen Âge et à la Renaissance
La prévention, sous plusieurs formes, a non seulement posé les bases de la lutte contre le feu, mais a également influencé durablement l'architecture de la ville. En voici quelques grandes dates :
- En 1387, les Franchises de Fabri stipulaient qu'il ne serait plus permis de construire des maisons en bois ainsi que des toits en chaume.
- Dès 1429, les autorités procédèrent à des contrôles chez l'habitant afin de s'assurer que du feu ne soit pas allumé dans les endroits dépourvus de cheminée.
- À partir de 1446, l'accession à la bourgeoisie (ou naturalisation) posait comme condition la fourniture d'un seau.
- En 1557, la construction de cheminées devint obligatoire pour chaque propriétaire (à noter qu'une mesure similaire — peut-être moins contraignante — fut déjà prise en 1416).

Il faut noter que les mesures prises pendant et après le XVe siècle, si elles sonnèrent la fin des constructions en bois notamment, empêchèrent que des quartiers entiers ne soient détruits par le feu, comme ce fut le cas avant, à plusieurs reprises.

### L'apparition des premiers pompiers à la période moderne
C'est à la suite de l'incendie meurtrier dit « des Ponts de l'Île » qu'apparurent les premiers pompiers à Genève. Survenu dans la nuit du 17 janvier 1670, un sinistre détruisit un pont sur lequel vivaient et travaillent de nombreuses familles d'artisans pour la plupart. Le bilan fut lourd : 122 personnes, brûlées, noyées ou intoxiquées.
Ainsi, en 1677 et alors que les esprits étaient encore marqués par la catastrophe, Genève vit apparaître en ses murs la première pompe à incendie, donnant naissance aux pompiers, dont le rôle était de la faire fonctionner.
Puis, en 1683, apparurent les premiers corps de pompiers, composés pour l'essentiel de maçons, charpentiers, bouchers et charretiers, commandés par un capitaine et jouissant d'un premier semblant de hiérarchie (le temps des uniformes et de l'organisation militaire est toutefois encore loin). Le veilleur de la Cathédrale Saint-Pierre, dont les origines sont peu claires, fut lui astreint à un service d'alarme qui évoluera considérablement avec le temps. Ainsi, et en très peu de temps, Genève réussit à se doter d'un corps de pompier basé sur le volontariat et suscitant l'admiration notamment de l'historien Grégoire Leti, qui, dans ses écrits, dira « je ne crois pas qu'il y ait nulle part une ville de guerre où l'ordre d'incendie soit mieux réglé qu'à Genève ».
Dans le courant du XVIIe siècle, les pompiers furent organisés en plusieurs brigades, et équipés de plaques distinctives qu'ils portaient au bras gauche ; on y voyait leur numéro d'ordre, ainsi que les armes de la ville.
Il faut attendre l'année 1784 pour que ce soit publié un règlement propre aux pompiers, intitulé « Règlement sur la police à observer dans les cas d'alarme ou d'incendie ». Celui-ci verra certaines évolutions, notamment durant l'occupation napoléonienne (1798-1813). Durant la première moitiés du XIXe siècle, les textes se firent plus précis et spécialement dédiés aux pompiers, ce qui n'était pas le cas avant, eux qui étaient mélangés avec la police et la milice (armée locale) notamment.
Une des grandes particularités de l'après Restauration (31 décembre 1813, où Genève retrouva son indépendance), fut l'annexion à la ville d'un grand nombre de communes, à la suite des différentes négociations menées par Charles Pictet de Rochemont, menant notamment au Traité de Turin de 1816, à la suite de quoi Genève devint un canton suisse ; aussi, celle qui fut jusqu'alors une cité se vit entourée de nombreuses communes lesquelles développèrent des corps de pompiers similaires à ceux que l'on trouvait en ville de Genève.

### Structuration des corps de sapeurs-pompiers auXIXesiècle
Mais il faudra attendre l'année 1840 pour qu'apparaissent les premiers pompiers tels que nous les connaissons aujourd'hui. Cette année-là, Robert Céard, ancien Procureur général de la République et du canton de Genève, prit le commandement du tout nouveau « corps de sapeurs-pompiers de la Ville de Genève », organisé militairement, et intimement lié à la Milice. Fruit d'une longue lutte politique menée par Robert Céard lui-même, grand patriote, cet événement marque l'apparition du terme de sapeur-pompier (le terme militaire « sapeur » étant accolé au terme « pompier »), des uniformes, d'une hiérarchie stricte, de compagnies réparties par quartiers (deux sur la rive gauche, et une sur la rive droite d'abord), et d'une formation plus évoluée. Il avait été en effet constaté que les anciennes structures dites « bourgeoises » ne répondaient plus du tout aux besoins de l'époque, et qu'une organisation beaucoup plus claire et plus stricte était nécessaire.
Ce modèle fut suivi progressivement par les communes genevoises, qui se mirent au goût du jour, non sans mettre en place des concepts de collaboration intercommunaux.
Durant toute la seconde moitié du XIXe siècle, et bien après la mort de Robert Céard (que l'on surnommait « le Colonel ») en 1860, le Corps de sapeurs-pompiers de la ville de Genève remplit efficacement sa tâche, non sans connaître des évolutions notoires. En voici quelques-unes :
- En 1863, le Corps devint Bataillon, et entra dans l'armée fédérale sous l'appellation exacte de « 66e bataillon de Landwehr fédéral » et fut surnommé « 66e humide ».
- En 1865 fut créée une quatrième compagnie « d'élite », dont la spécialité était le sauvetage.
- En 1874 apparurent les sauveteurs auxiliaires, chargés de prendre les premières dispositions sur un sinistre.
- En 1876 le bataillon fut dissous pour être reformé, non sans s'émanciper quelque peu de l'armée en autorisant les civils à postuler.
- En 1882, et alors que le téléphone fit son apparition à Genève, les sapeurs-pompiers du bataillon commencèrent à être progressivement raccordés.

L'Histoire met souvent de côté — à tort — les sapeurs-pompiers des nombreuses communes que compte le canton de Genève. Parce que la cité de Calvin était d'abord une ville, parce qu'elle ne s'est muée en canton qu'au début du XIXe siècle, et surtout, parce que le modèle des sapeurs-pompiers modernes est né du corps citadin voulu par Céard, les autres villes et villages de la région ont moins attiré l'attention des différents travaux rendus sur le sujet jusqu'à récemment.

### Professionnalisation des sapeurs-pompiers auXXesiècle
La nuit de Noël 1898, un incendie se déclara dans un laboratoire de mécanique de l'Université. Malheureusement, l'alarme des secours tardait. Des gendarmes tentaient de maîtriser le feu au moyen d'extincteurs avant d'aviser les sapeurs-pompiers, et parmi ceux-ci beaucoup pensaient que les cloches appelaient les fidèles à célébrer Noël ! Les dégâts furent considérables, le feu ayant atteint la bibliothèque. Cet évènement décida la Société genevoise d'utilité publique à lancer une pétition et une étude en vue de créer un poste permanent d'alarme du bataillon. L'essentiel de la demande se résumait ainsi :
- avoir en permanence, sur chaque rive, une escouade de sapeurs-pompiers;
- faciliter pour la population l'appel des secours;
- améliorer le système d'alarme du bataillon.

Le coût de cette demande étant trop onéreux, une contre-proposition du conseil municipal et de la commission des pétitions fut acceptée. Celle-ci proposait de mettre en place un poste permanent d'alarme, à titre d'essai pendant un an.
L'année 1899 vit donc l'apparition des premiers sapeurs-pompiers permanents : le Poste Permanent.
Au matin du 1er juillet 1899, le Poste Permanent d'alarme (PP) prit ses quartiers dans un petit local sis au rez-de-chaussée de l'Hôtel Municipal, au 4 de la rue de l'Hôtel-de-Ville. Il était composé des quatre premiers sapeurs-pompiers professionnels genevois :
- le capitaine quartier-maître Alexandre Ricou, chef de poste;
- le sergent Quiblier, sous-chef;
- le caporal Versel;
- le sapeur Leibinger.

Leur rôle était limité à effectuer une permanence téléphonique au numéro attribué, le 4000, et à alerter le bataillon. Par la suite, plutôt que de le faire à chaque fois, le PP se mit à effectuer quelques interventions sans gravité. En 1907, le PP a effectué 178 interventions avec un effectif de 5 hommes. Il déménagea en avril au 6 de la rue du Soleil-Levant.
En 1908, le Grand Conseil décida de désarmer le bataillon, qui resta néanmoins sous le contrôle du Département militaire jusqu'en 1966. Le major Shauenberg acquit les deux premiers appareils respiratoires à circuit fermé, de marque allemande Dräger.
Il fallut attendre 1916, pour voir arriver le premier véhicule automobile du bataillon, un taxi Picard et Pictet de 25 CV repêché dans le Rhône puis retapé.
En 1925, le chef de poste du PP, le capitaine William Keller, en succédant au major Muller, devint le premier commandant professionnel du bataillon. Celui-ci se restructura en décembre 1931, après la fusion des communes de Plainpalais, des Eaux-Vives et du Petit-Saconnex avec la ville, en 5 compagnies et un PP qui comptaient au total quelque 500 hommes. La 5e compagnie fusionne avec la 3e le 1er janvier 1949 et le bataillon compte alors 400 hommes. 
En août 1929, le no 18 remplaça le 4000.
En 1930, le corps fit l'acquisition d'une tonne-pompe Schenk, ainsi que de nouveaux appareils respiratoires Dräger KG-130. Un an plus tard apparut la première échelle automobile, de marque Metz.
En 1957, le major Bertani inaugurait la caserne de la rue des Bains. Le Poste Permanent comptait alors 39 hommes qui effectuèrent 841 interventions. L'année suivante, une convention permettait l'intervention du Poste Permanent sur tout le territoire cantonal. En 1959, le corps professionnel abandonna le casque de combat militaire (casque modèle 18), rejoint par les volontaires dix ans après.
Au cours des années soixante, le corps vit apparaître les premiers appareils respiratoires à circuit ouvert. Le parc débuta avec 10 Dräger PLA-8 bi-bouteilles, et atteignit 130 exemplaires en 1982. Ceux-ci furent alors remplacés par 152 Dräger PA-80 mono-bouteille.
En avril 1966 ouvrait la première caserne secondaire (provisoire), diurne à la rue de Moillebeau, puis en 1971 définitive, rue des Aster. En 1973, la seconde ouvrit à la route de Frontenex.
En janvier 1974, le Poste Permanent devint le Service d'Incendie et de Secours. Dès lors, le corps professionnel a connu une forte modernisation et est devenu prépondérant dans la sécurité civile à Genève.

## Structure et organisation des services
Le canton de Genève, dont le territoire est relativement restreint, est composé de 45 communes, parmi lesquelles on trouve plusieurs villes. Le canton compte également un aéroport international dont les passagers sont extrêmement nombreux, ainsi que plusieurs petits ports.
Cette situation particulière requiert une organisation de secours tout aussi particulière. Celle-ci se décline en plusieurs entités : le service d'incendie et de secours (pompiers professionnels de la ville de Genève), le Service de sauvetage et de lutte contre les incendies aéroportuaires (pompiers de l'aéroport Genève Cointrin), les pompiers volontaires (sapeurs pompiers des communes du canton de Genève) et l'Office cantonal de la protection de la population et des affaires militaires (dédié aux à l'organisation et la réalisation des missions de sécurité civile).

### Le Service d'incendie et de secours

Logo (patch) du Service d'incendie et de secours de la ville de Genève (SIS)

#### Présentation
Le Service d'incendie et de secours de la ville de Genève (SIS) est un corps de sapeurs-pompiers professionnels urbains dont le champ d'action est étendu à tout le canton, bien qu'il s'agisse, pour les raisons historiques citées plus haut, d'un service municipal placé sous l'autorité de la Ville de Genève jusqu'à fin 2021.

#### Organisation
Depuis le 1er janvier 2022, le SIS est inclus dans le « Groupement intercommunal de défense incendie ». Il intervient donc non seulement sur le territoire de la ville mais aussi dans les communes genevoises.
Mais sur la base de conventions[source insuffisante] et du règlement du Conseil d'État, le canton de Genève étant petit et confondu avec la ville, il intervient aussi dans l'ensemble du canton (bassin de plus de 500 000 habitants). Il peut même intervenir en renfort des collègues de France voisine ou du canton de Vaud.
Le SIS est appuyé par 44 compagnies communales de sapeurs-pompiers volontaires qui opèrent sur leurs communes respectives. Celles-ci sont indépendantes du SIS mais lui versent une contribution à concurrence de leur population, soit au total plus de 10 millions de francs par an. Le SIS fonctionnant avec une quarantaine de millions annuels, le reste est pris en charge par la ville. Le canton ne verse qu'une subvention d'environ 700 000 francs[réf. nécessaire].
Le SIS intervient en premier échelon sur tout sinistre dans le canton. Néanmoins, le concept d'engagement sapeurs-pompiers XXI a quelque peu changé la donne. Depuis juin 2007, les compagnies communales peuvent intervenir en premier sur des sinistres de faible ampleur sur leur territoire et demander au SIS du renfort le cas échéant. Cette mesure vise à décharger le corps professionnel de certaines missions que les volontaires peuvent remplir et de contenir la hausse des participations financières, mais nécessite la mise sur pied d'équipes de piquet, engendre des coûts pour les communes et risque de nuire au recrutement déjà difficile.
L'organisation générale est fixée par la loi cantonale F 4 05 de 1990 et son règlement d’application.
Le 1er janvier 2022, le SIS rejoindra le Groupement intercommunal de défense contre les incendies et quittera donc la municipalité de la Ville de Genève. Ce groupement est créé par la loi sur la prévention des sinistres, l'organisation et l'intervention des sapeurs-pompiers LPSSP du 30 octobre 2020. Les 44 communes genevoises, à l'exception de la commune de Céligny, compose le groupement.  
Le service est dirigé par un commandant, assisté par un commandant adjoint et un major occupant la fonction de chef d'état-major.  

#### Effectifs et moyens
Été 2010, 263 personnes composent le SIS, scindées en 5 sections d'intervention − dont une section sanitaire dévolue exclusivement au transport sanitaire − qui représentent environ 60 % de l'effectif ; le reste est composé du personnel administratif et logistique, ainsi que de la section Transmissions − dévolue à la gestion de la Centrale d'engagement et de traitement des alarmes (CETA). Le personnel opérationnel arbore une tenue de feu jaune depuis 1999 et porte le casque F1 SA (version courte) blanc depuis 1997, remplacé depuis 2014 par le F1 SF chromé.
Le service dispose d'une centaine de véhicules terrestres, répartis dans trois casernes, et de quatre bateaux dont deux dans les casernes. Ceux-ci se voient attribuer l'indicatif radio César, qui préfixe le numéro du véhicule dans les transmissions, conversations ou publications.
Les casernes 1, 2 et 3 sont exploitées 24/24, 7 jours/7 qui permettent d’assurer un service permanent sur l’ensemble du territoire genevois.
Il existe trois principales filières pour le recrutement.
- La filière sapeur-pompier permet d'incorporer une des 4 premières sections ;
- la filière Ambulancier SIS donne accès à la section sanitaire aux ambulanciers diplômés ES. Ce sont des Ambulanciers diplômés ES qui ont suivi une formation complémentaire comprenant entre autres un approfondissement en désincarcération, sauvetage en milieu périlleux, le NRBC et sur le port d’appareil respiratoire[6]  pour participer aux interventions et aux techniques spécifiques aux sapeurs-pompiers, par exemple le soutien sanitaire opérationnel sur les incendies p.ex[7];
- la filière sapeur-opérateur[8]permet d'intégrer la section transmissions.

Depuis l'introduction du brevet fédéral de sapeur-pompier professionnel en février 2008, les aspirants suivent l'école de formation latine (qui regroupe les aspirants romands et tessinois), d'une durée de 18 mois. Depuis 2020, Genève a sa propre école de formation des sapeurs-pompiers professionnels Genève. 
- Caserne 1
- Caserne 2
- Caserne 3

#### Interventions
| Année         | 1907 | 1996 | 1997 | 1998 | 1999 | 2000 | 2001 | 2002 | 2003 | 2004   | 2005   | 2006   | 2007   | 2008 | 2009 | 2010 | 2021  | 2023  |
| Interventions | 178  | 5369 | 5699 | 5875 | 7101 | 7106 | 8454 | 8718 | 9674 | 10 742 | 10 848 | 10 598 | 10 465 | 9804 | 9136 | 9311 | 10300 | 11855 |

Elles se répartissaient en 2010 de la façon suivante (sur un total de 9311 interventions) :
- 33 % de transports ambulanciers ;
- 12 % d'alarmes automatiques ;
- 8 % d'incendies ;
- 8 % de dépannages d'ascenseurs ;
- 7 % de sauvetages de personnes ;
- 6 % d'inondations ;
- 5 % de fumées suspectes ;
- 5 % d'interventions diverses ;
- 4 % de sauvetages d'animaux ;
- 4 % de prévention de chutes de matériaux ;
- 3 % d'odeurs suspectes ;
- 3 % de matières dangereuses ;
- 1 % de déblaiements ;
- moins de 1% d’explosions et interventions techniques.

Cela représente environ 26 interventions quotidiennes. En 2023, 54.8% des interventions ont eu lieu sur le territoire de la ville de Genève.
La brigade sanitaire du SIS assure environ 12 % des transports ambulanciers du canton, le reste étant assuré par le Service de sécurité de l'aéroport (SSA) et les ambulanciers privés (80 %)[réf. souhaitée].

### Le Service de sauvetage et de lutte contre les incendies aéroportuaires

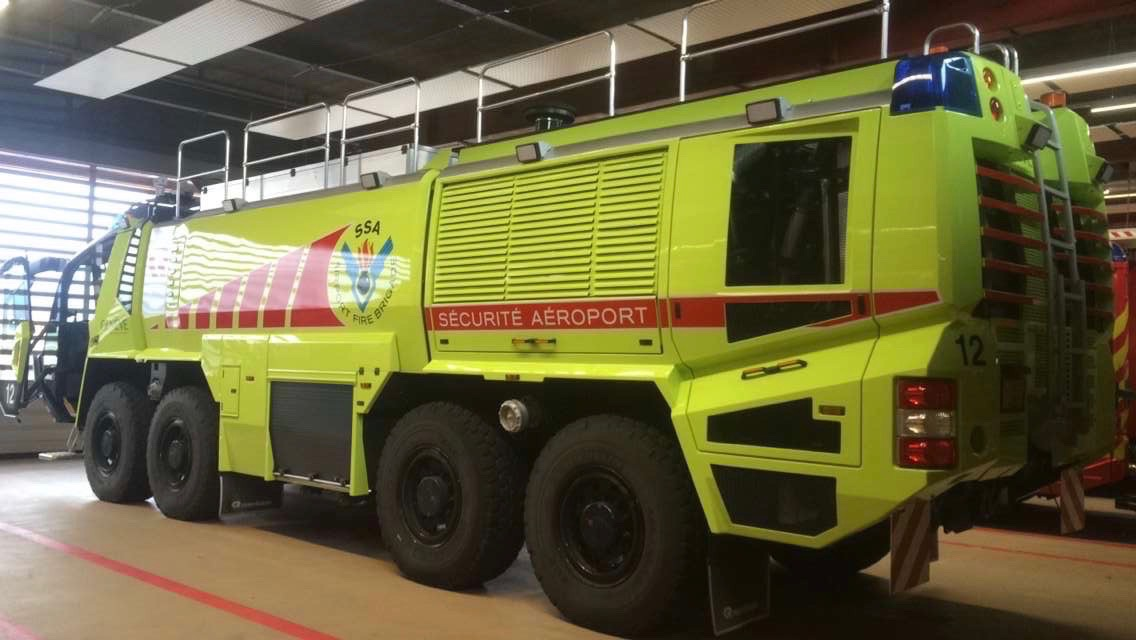
Un Rosenbauer Panther du SSLIA de Genève Aéroport.

Le Service de sauvetage et de lutte contre les incendies aéroportuaires (SSLIA) est le corps de sapeurs-pompiers professionnels dédié à l'Aéroport international de Genève. Ses hommes sont formés tout spécialement pour lutter contre les feux d'aéronefs ; ils sont également chargés des premiers secours contre le feu dans toute l'enceinte de l'aéroport. Leur matériel perfectionné leur donne aussi l'occasion d'intervenir sur l'ensemble du canton sur demande du SIS, notamment avec leur train d'eau permettant de renforcer un dispositif hydraulique parfois insuffisant en campagne.

### Les sapeurs-pompiers volontaires
Selon les termes de la législation cantonale en vigueur (F 4 05 et F 4 05.01) chaque commune a l'obligation dans le cadre de son budget d'organiser, d'équiper et d'entretenir à ses frais une compagnie de sapeurs-pompiers dont l'importance est proportionnelle aux risques existants sur son territoire et à l'étendue de celui-ci. Elle organise des cours et des exercices pour les membres du corps de sapeurs-pompiers. Elle doit en outre désigner le personnel qui est appelé à des cours organisés par l'autorité cantonale (Sécurité civile)et la fédération genevoise des corps de sapeurs-pompiers. Elle met à disposition du corps de sapeurs-pompiers des équipements personnels, des moyens d'alarme et de transmission, des véhicules et le matériel nécessaire ainsi que des locaux. Elle doit maintenir en bon état de fonctionnement les hydrantes et conclut une assurance responsabilité civile (RC) pour couvrir les dégâts éventuels causés lors d'interventions.
Le canton de Genève avec sa typologie urbaine compte 45 compagnies volontaires dont les effectifs vont de 25 membres pour les plus petites à 100 pour les plus grandes. Il est à relever qu'en juin 2010, les compagnies de Dardagny et Russin ont fusionné, ce qui est une première dans le canton. Cette démarche vise à renforcer l'efficacité tout en rationalisant les moyens et les personnels et pourrait intéresser d'autres communes à l'avenir.
Les communes doivent se prêter aide gratuitement lorsqu'un sinistre ou autre dommage menace de prendre de l'extension ou requiert des moyens supplémentaires.
À fin 2009, l'effectif total des sapeurs-pompiers volontaires se monte à 1620 personnes dont environ 100 femmes.
Il est difficile d'en faire un portrait type, leurs moyens étant différents d'une commune à l'autre, selon sa taille et les besoins. Ceux-ci, du point de vue du matériel et de leur formation continue, ont un parfois un profil plutôt urbain, parfois plutôt rural, parfois les deux à la fois.

### L'Office cantonal de la protection de la population et des affaires militaires OCPPAM (anciennement Sécurité civile)
L'OCPPAM est un organe de contrôle et surveillance de l'État, rattaché au Département de la sécurité, qui a été créé au 1er janvier 2013 par la fusion du Service de la Sécurité civile avec celui des affaires militaires.
Précédemment, la Sécurité civile était née en 1999 de la fusion de l'Inspection cantonale du service du feu et du Service cantonal de la Protection civile, créés l'un et l'autre en 1967.
L'OCPPAM exerce son rôle de surveillance à plusieurs niveaux mais avant tout dans l'objectif principal de s'assurer de la capacité opérationnelle des corps de sapeurs-pompiers et des organisations de Protection civile, ces dernières au nombre de 13 sur le canton pour un effectif de 4 800 miliciens.
Pour ce faire, des contrôles sont effectués à intervalles réguliers par des inspecteurs à l'occasion de cours ou exercices. Le contrôle s'effectue plus particulièrement sur les documents administratifs, la gestion du corps, la maintenance du matériel, des locaux et des véhicules, sur le mode d'instruction à l'interne de la compagnie et se termine par une phase d'engagement pratique sur un objectif sis sur la commune.
Outre son rôle de surveillance, cet Office est responsable de la formation des sapeurs-pompiers volontaires et il organise des cours et écoles allant de la formation de base à celle des cadres en passant par des cours techniques spécialisés et de la formation continue. La Fédération genevoise des corps de sapeurs-pompiers collabore avec le centre d'instruction feu et protection civile de l'OCPPAM.
Dans le domaine de la prévention incendie, on distingue les 3 piliers de la sécurité incendie à savoir :
1. les mesures constructives qui visent à prendre des mesures lors de la construction d'un bâtiment ou de son adaptation en tenant compte de son implantation, de sa destination et des activités qui y seront menées
2. les installations techniques qui visent à compléter le bâtiment d'installations d'extinction automatique d'incendie, de détection automatique incendie, d'asservissements (portes coupe-feu, ascenseurs, clapets de ventilation, etc.) et autres
3. l'organisation humaine qui vise la sécurité des occupants en organisant la première intervention et l'évacuation en éditant des consignes, créant des équipes appropriées, les formant et les exerçant

Jusqu'au 30 juillet 2009, la police du feu était rattachée à la Sécurité civile et avait les compétences pour les trois domaines. Depuis lors, la police du feu a été rattachée à l'Office des autorisations de construire du Département des constructions et technologies de l'information (DCTI), devenu entretemps Département de l'urbanisme, avec compétence pour les mesures constructives et les installations techniques, l'organisation humaine étant restée à l'OCPPAM et plus spécifiquement au service de l'inspection du feu.
Avec cette nouvelle répartition, l'OCPPAM doit veiller à l'organisation humaine dans les établissements et entreprises présentant des risques particuliers, comme le précise la législation cantonale F 4 05.01, réponde aux conditions en vigueur.
De plus, il échoit à l'OCPPAM d'ordonner des mesures d'urgence visant à écarter tout danger lors de chutes de matériaux ou problème de statique de bâtiment.

### Concept d'intervention
Sur le principe, tous ces corps sont complémentaires, toutefois un concept étendu à l'ensemble du canton à partir du 1er juin 2007, intitulé « Sapeurs-pompiers XXI » est en vigueur, il décrit clairement les compétences d'intervention.
On distingue trois types d'interventions, à savoir :
- les interventions des professionnels seuls (sauvetages de personnes, d'animaux et de biens, incendies de bâtiments, domaine NRBC, désincarcérations, ascenseurs, pionnier, sanitaire, pollutions) et qui représentent l'écrasante majorité des interventions ;
- les interventions mixtes avec professionnels renforcés par les volontaires (sauvetages, incendies de bâtiments, pionnier, inondations, appui des professionnels selon leurs demandes) ;
- les interventions des volontaires seuls (incendies de containers, nature, pionnier, inondations, insectes).

24 heures sur 24, le corps professionnel (SIS) assure le premier échelon d'intervention avec 3 bases de départ :
- la caserne 1, ouverte 24h/24h sise dans le quartier de Plainpalais
- la caserne 2, ouverte 24h/24h sise dans le quartier de Servette pour desservir prioritairement la rive droite
- la caserne 3, ouverte 24h/24h sise dans le quartier des Eaux-Vives pour desservir prioritairement la rive gauche.

Quotidiennement de 19h00 à 07h00 ainsi que les jours fériés, les volontaires assurent les parts dites « mixte » et « volontaires seuls ». Cette distinction a été opérée puisque les volontaires ne peuvent pas systématiquement quitter leur place de travail la journée et que les professionnels sont en plus grand effectif (env. 40 pers/jour) avec 3 casernes ouvertes.
Toutefois, les volontaires peuvent être appelé en renfort de leurs collègues professionnels en tout temps. Pour cette raison, dans chaque compagnie un officier assure une permanence de piquet et peut être atteint sur un pager ou par GSM.
Afin de pouvoir assumer les interventions qui leur sont dédiées, les compagnies volontaires doivent garantir un groupe d'un minimum de 5 personnes avec un chef d'intervention durant la plage horaire 19h00 - 07h00 et durant les jours fériés.
De plus, la quasi-totalité des sapeurs-pompiers, professionnels et volontaires, peuvent être alertés par un système téléphonique tant sur les lignes fixes que les GSM.
Le SSLIA et ses missions spécifiques aéronautiques se concentre sur le territoire de l'aéroport international de Genève et ses proches abords en cas d'accident d'aéronef. Il vient appuyer le SIS sur demande notamment avec son train d'eau qui contient 28 000 litres d'eau et 5 000 litres d'émulsifiant en apportant un soutien précieux dans les zones où la capacité du réseau hydraulique est faible.
Le SSLIA effectue également un service 24h/24, bien que l'aéroport soit fermé de 24h00 à 06h00 en cas de diverting sur Genève compte tenu que de nombreux vols transitent sur la région.

## Galerie d'images

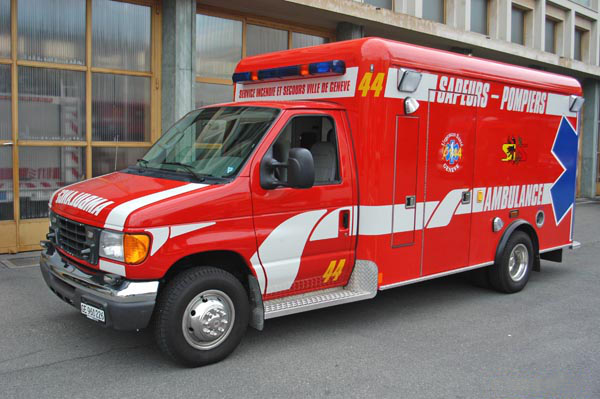
Ambulance César 44, ici en 2006 (plus active depuis 2018)
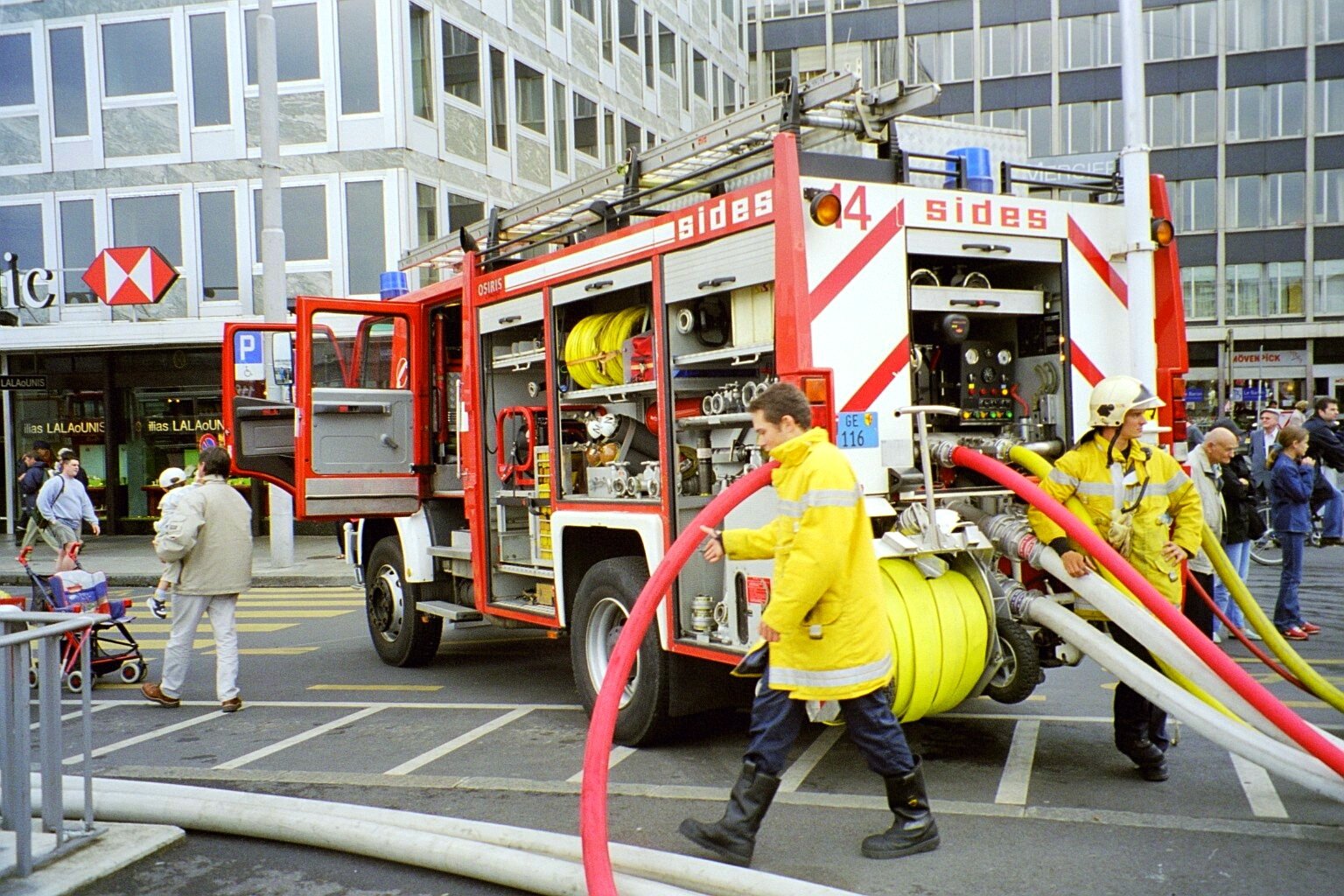
Tonne-pompe (ancien césar 14), en 2003, aujourd'hui véhicule de l'école de formation
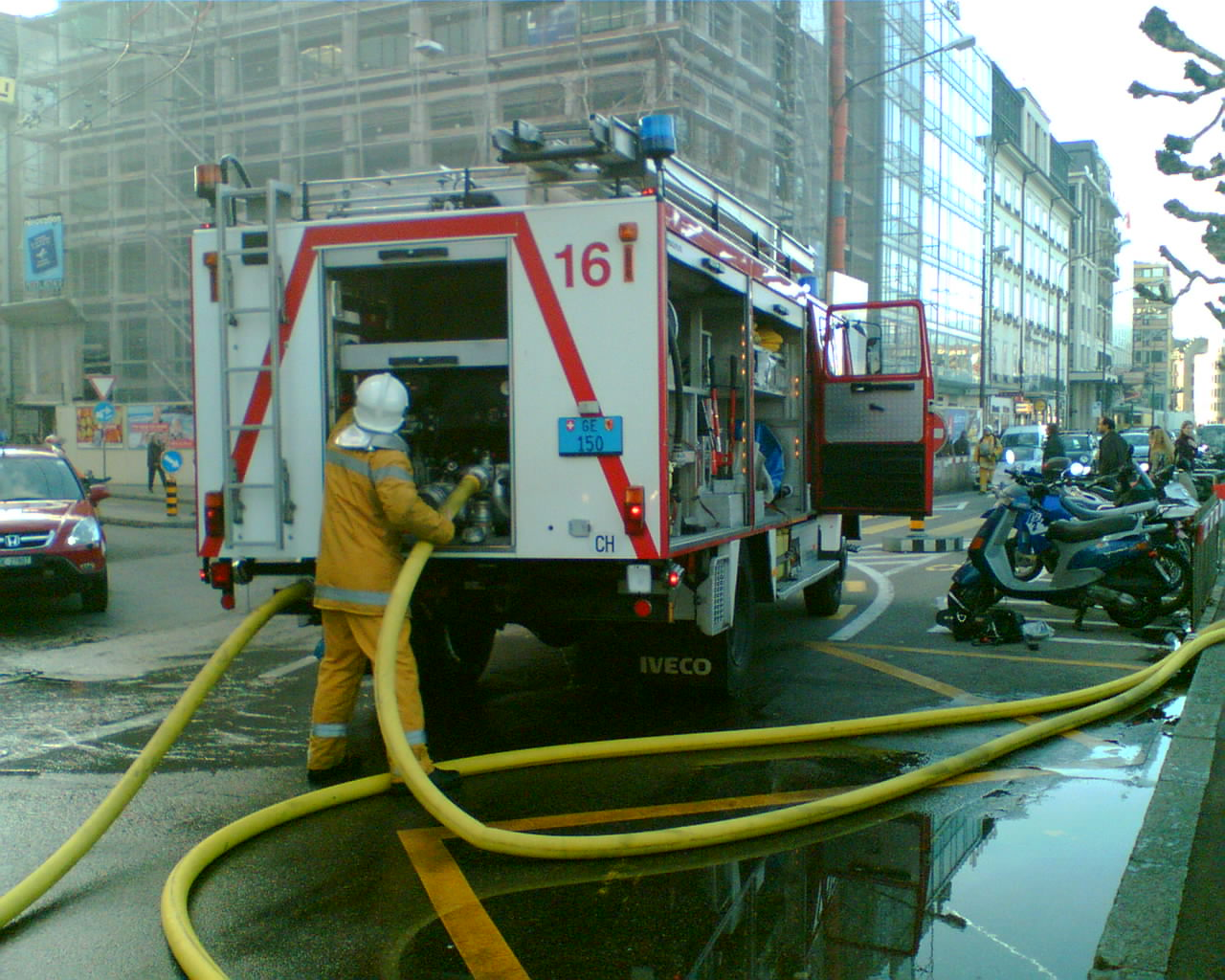
Tonne-pompe (ancien César 16) lors de l'incendie du parking du Mont-Blanc, en 2006
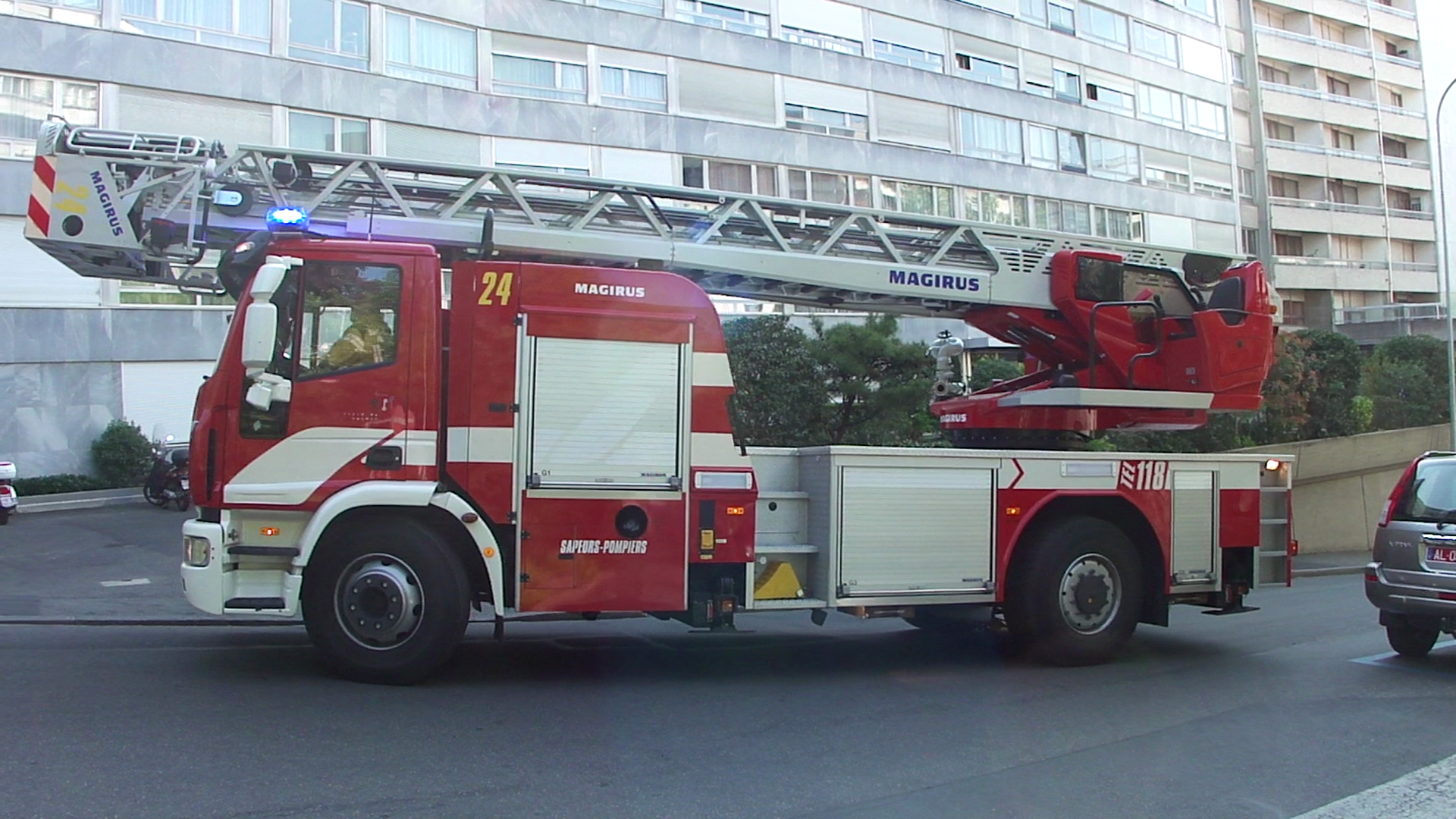
Grande échelle César 24, ici en 2011
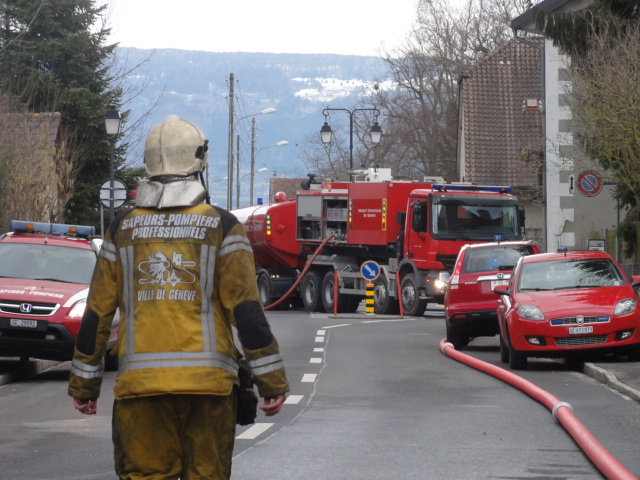
Un pompier du SIS lors d'un incendie à Avully en 2013
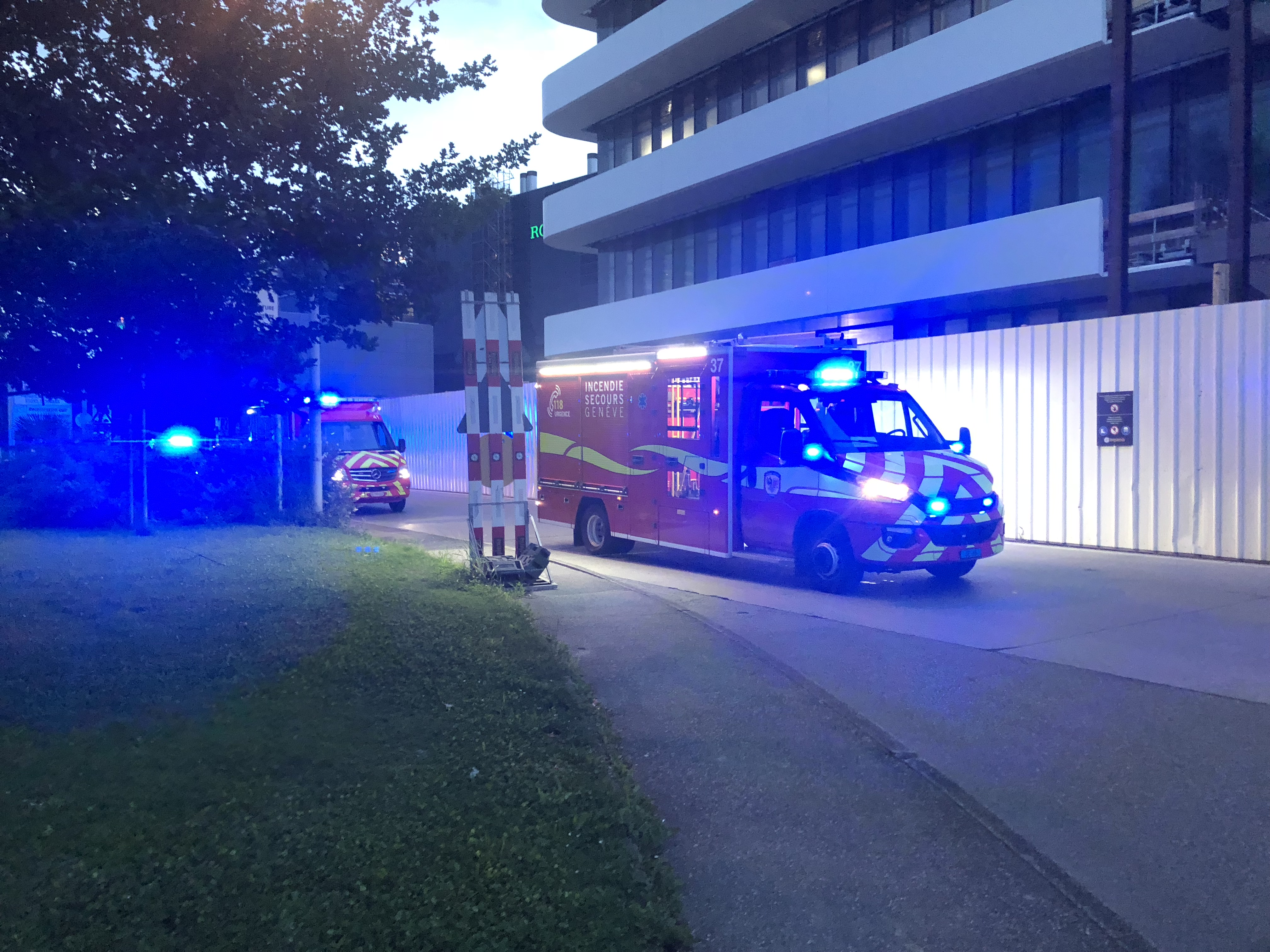
Le fourgon Cesar 37 du SIS de Genève (ainsi que l'ambulance Cesar 41 en arrière plan) en intervention dans la ZIPLO en 2018
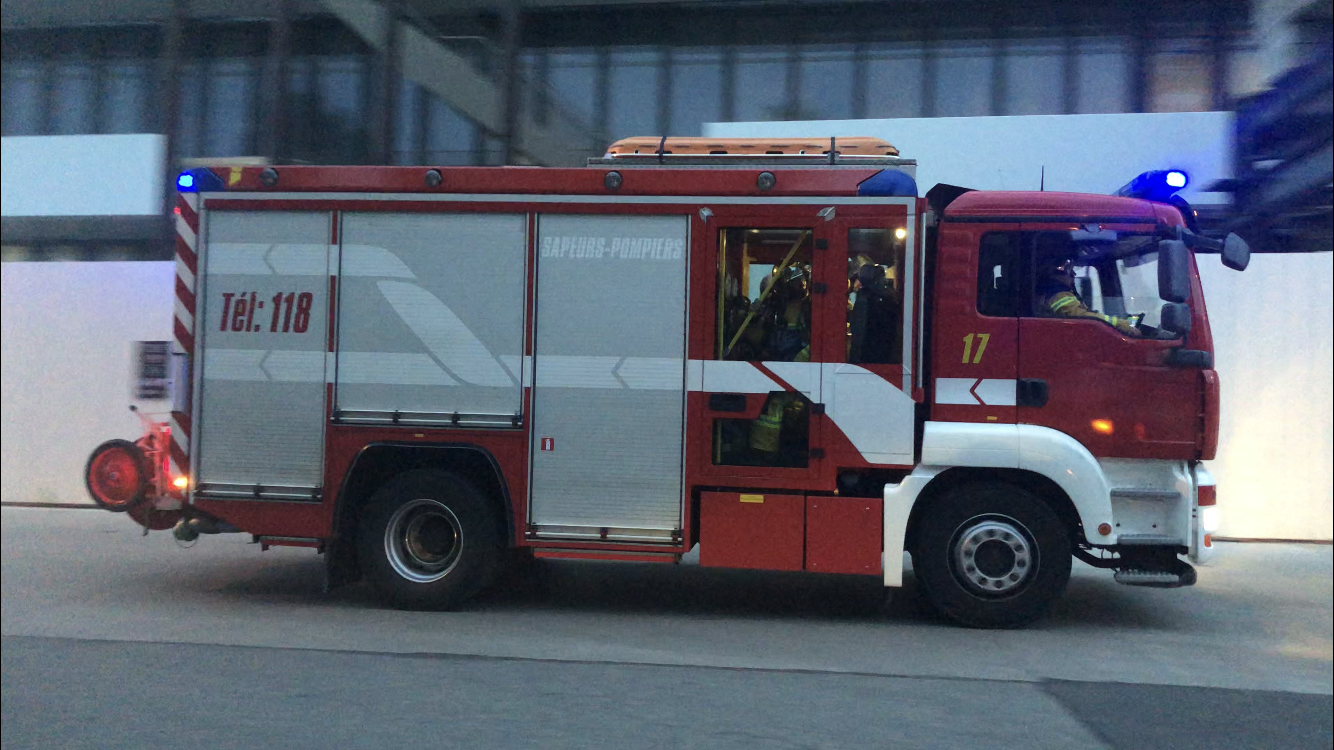
Le tonne-pompe Cesar 17 du SIS de Genève en intervention dans la ZIPLO en 2018

## Campagnes publicitaires
Le 118 Projec't est une campagne de publicité lancée par cinq sapeurs-pompiers de Genève dans le but de rappeler que le 118 est en Suisse le numéro d'urgence pour appeler les pompiers.
En 2005, les services de renseignements téléphoniques français ont été libéralisés. Cette libéralisation a déclenché la création de plusieurs services de renseignements téléphoniques, chacun avec un numéro de téléphone commençant par 118. Des campagnes de publicité ont accompagné la création de ces services, avec en particulier plusieurs clips publicitaires comiques où leurs numéros étaient répétés. Ces publicités ont traversé la frontière et mené de nombreux Suisses à appeler le 118 en croyant obtenir un service de renseignements ; or, en Suisse, le 118 est le numéro d'appel des pompiers. La centrale d'appel reçut ainsi plus d'appels erronés qu'auparavant, ce qui a augmenté le risque de la surcharger et de ralentir les interventions des services d'urgence.
Comme l'explique le lieutenant-colonel Raymond Wicky à LCI.fr, l'objectif était de pousser « un coup de gueule avec un grand sourire ». Le chef de corps des sapeurs pompiers professionnels de Genève précise qu'à part l'enregistrement audio du titre, « rien n'a été fait par des professionnels mais seulement par des sapeurs pompiers. Sur leur temps de congé ». L'écriture, la mise en scène, la réalisation du clip ont été organisés par les jeunes pompiers du corps. Pour le tournage, ils ont été rejoints par leurs collègues de Lausanne et Neuchâtel.